# الکساندر اسمیرنوف (بازیکن فوتبال، زاده ۱۹۶۸)
الکساندر اسمیرنوف (روسی: Александр Владимирович Смирнов؛ زادهٔ ۱۹ مهٔ ۱۹۶۸) بازیکن فوتبال اهل روسیه است.

## باشگاهی
از باشگاه‌هایی که در آن بازی کرده‌است می‌توان به باشگاه فوتبال دینامو مسکو، FC Dynamo-2 Moscow، FC Dinamo Sukhumi، باشگاه فوتبال لوکوموتیو مسکو و باشگاه فوتبال متالورگ کراسنویارسک اشاره کرد.